# Lanuvio
Lanuvio är en ort och kommun i storstadsregionen Rom, innan 2015 provinsen Rom, i regionen Lazio i Italien, 5 km sydost om Genzano di Roma. Kommunen hade 13 539 invånare (2018). Lanuvio är en av de sexton städerna i området Castelli Romani.
Lanuvio hette under antiken Lanuvium (även Lanivium och Civita Lavinia) och låg 32 km sydöst om Rom. Staden införlivades med romerska riket 338 f.Kr. Lanuvium hade en ålderdomlig kult av Juno sospita. I denna stad föddes kejsar Commodus år 161. Staden påstås ha grundats av Diomedes.